# Timana subalbida
Timana subalbida är en fjärilsart som beskrevs av W. Warren 1905. Timana subalbida ingår i släktet Timana och familjen mätare. Inga underarter finns listade i Catalogue of Life.